# Grand Prix Monaka 1987
Grand Prix Monaka 1987 (oficiálně 45e Grand Prix de Monaco) se jela na okruhu Circuit de Monaco v Monte Carlu v Monaku dne 31. května 1987. Závod byl čtvrtým v pořadí v sezóně 1987 šampionátu Formule 1.

## Kvalifikace
| Poř.   | No. | Jezdec             | Konstruktér            | Časy v kvalifikaci | Časy v kvalifikaci | Ztráta | Pořadí na startu |
| Poř.   | No. | Jezdec             | Konstruktér            | Q1                 | Q2                 | Ztráta | Pořadí na startu |
| ------ | --- | ------------------ | ---------------------- | ------------------ | ------------------ | ------ | ---------------- |
| 1      | 5   | Nigel Mansell      | Williams-Honda         | 1:24.514           | 1:23.039           | —      | 1                |
| 2      | 12  | Ayrton Senna       | Lotus-Honda            | 1:25.255           | 1:23.711           | +0.672 | 2                |
| 3      | 6   | Nelson Piquet      | Williams-Honda         | 1:25.917           | 1:24.755           | +1.716 | 3                |
| 4      | 1   | Alain Prost        | McLaren-TAG            | 1:25.574           | 1:25.083           | +2.044 | 4                |
| 5      | 27  | Michele Alboreto   | Ferrari                | 1:27.017           | 1:26.102           | +3.063 | 5                |
| 6      | 18  | Eddie Cheever      | Arrows-Megatron        | 1:27.716           | 1:26.175           | +3.136 | 6                |
| 7      | 2   | Stefan Johansson   | McLaren-TAG            | 1:27.701           | 1:26.317           | +3.278 | 7                |
| 8      | 28  | Gerhard Berger     | Ferrari                | 1:29.281           | 1:26.323           | +3.284 | 8                |
| 9      | 20  | Thierry Boutsen    | Benetton-Ford          | 1:27.082           | 1:26.630           | +3.591 | 9                |
| 10     | 7   | Riccardo Patrese   | Brabham-BMW            | 1:26.957           | 1:26.763           | +3.724 | 10               |
| 11     | 17  | Derek Warwick      | Arrows-Megatron        | 1:27.685           | 1:27.294           | +4.255 | 11               |
| 12     | 19  | Teo Fabi           | Benetton-Ford          | 1:29.264           | 1:27.622           | +4.583 | 12               |
| 13     | 24  | Alessandro Nannini | Minardi-Motori Moderni | 1:28.517           | 1:27.731           | +4.692 | 13               |
| 14     | 9   | Martin Brundle     | Zakspeed               | 1:29.801           | 1:27.894           | +4.855 | 14               |
| 15     | 3   | Jonathan Palmer    | Tyrrell-Ford           | 1:30.307           | 1:28.088           | +5.049 | 15               |
| 16     | 21  | Alex Caffi         | Osella-Alfa Romeo      | 1:36.267           | 1:28.233           | +5.194 | 16               |
| 17     | 11  | Satoru Nakadžima   | Lotus-Honda            | 1:30.606           | 1:28.890           | +5.851 | 17               |
| 18     | 30  | Philippe Alliot    | Lola-Ford              | 1:29.114           | 1:29.459           | +6.075 | 18               |
| 19     | 16  | Ivan Capelli       | March-Ford             | 1:31.589           | 1:29.147           | +6.108 | 19               |
| 20     | 26  | Piercarlo Ghinzani | Ligier-Megatron        | 1:31.098           | 1:29.258           | +6.219 | 20               |
| 21     | 8   | Andrea de Cesaris  | Brabham-BMW            | 1:32.643           | 1:29.827           | +6.788 | 21               |
| 22     | 25  | René Arnoux        | Ligier-Megatron        | 1:31.270           | 1:30.000           | +6.961 | 22               |
| 23     | 4   | Philippe Streiff   | Tyrrell-Ford           | 1:30.765           | 1:30.143           | +7.104 | 23               |
| 24     | 23  | Adrián Campos      | Minardi-Motori Moderni | 1:30.805           | —                  | +7.766 | DNS              |
| 25     | 14  | Pascal Fabre       | AGS-Ford               | 1:35.179           | 1:31.667           | +8.628 | 24               |
| DSQ    | 10  | Christian Danner   | Zakspeed               | —                  | —                  | —      | —                |
| Zdroj: |     |                    |                        |                    |                    |        |                  |

## Závod
| Poř.   | No. | Jezdec             | Konstruktér            | Počet kol | Čas/Odstoupení | Pořadí na startu | Body |
| ------ | --- | ------------------ | ---------------------- | --------- | -------------- | ---------------- | ---- |
| 1      | 12  | Ayrton Senna       | Lotus-Honda            | 78        | 1:57:54.085    | 2                | 9    |
| 2      | 6   | Nelson Piquet      | Williams-Honda         | 78        | + 33.212       | 3                | 6    |
| 3      | 27  | Michele Alboreto   | Ferrari                | 78        | + 1:12.839     | 5                | 4    |
| 4      | 28  | Gerhard Berger     | Ferrari                | 77        | + 1 kolo       | 8                | 3    |
| 5 (1)  | 3   | Jonathan Palmer    | Tyrrell-Ford           | 76        | + 2 kola       | 15               | 2    |
| 6 (2)  | 16  | Ivan Capelli       | March-Ford             | 76        | + 2 kola       | 19               | 1    |
| 7      | 9   | Martin Brundle     | Zakspeed               | 76        | + 2 kola       | 14               |      |
| 8      | 19  | Teo Fabi           | Benetton-Ford          | 76        | + 2 kola       | 12               |      |
| 9      | 1   | Alain Prost        | McLaren-TAG            | 75        | Motor          | 4                |      |
| 10     | 11  | Satoru Nakadžima   | Lotus-Honda            | 75        | + 3 kola       | 17               |      |
| 11     | 25  | René Arnoux        | Ligier-Megatron        | 74        | + 4 kola       | 22               |      |
| 12     | 26  | Piercarlo Ghinzani | Ligier-Megatron        | 74        | + 4 kola       | 20               |      |
| 13 (3) | 14  | Pascal Fabre       | AGS-Ford               | 71        | + 7 kol        | 24               |      |
| Ret    | 18  | Eddie Cheever      | Arrows-Megatron        | 59        | Přehřátí       | 6                |      |
| Ret    | 17  | Derek Warwick      | Arrows-Megatron        | 58        | Převodovka     | 11               |      |
| Ret    | 2   | Stefan Johansson   | McLaren-TAG            | 57        | Motor          | 7                |      |
| Ret    | 30  | Philippe Alliot    | Lola-Ford              | 42        | Motor          | 18               |      |
| Ret    | 7   | Riccardo Patrese   | Brabham-BMW            | 41        | Elektronika    | 10               |      |
| Ret    | 21  | Alex Caffi         | Osella-Alfa Romeo      | 39        | Elektronika    | 16               |      |
| Ret    | 8   | Andrea de Cesaris  | Brabham-BMW            | 38        | Zavěšení       | 21               |      |
| Ret    | 5   | Nigel Mansell      | Williams-Honda         | 29        | Turbo/Výfuk    | 1                |      |
| Ret    | 24  | Alessandro Nannini | Minardi-Motori Moderni | 21        | Elektronika    | 13               |      |
| Ret    | 4   | Philippe Streiff   | Tyrrell-Ford           | 9         | Nehoda         | 23               |      |
| Ret    | 20  | Thierry Boutsen    | Benetton-Ford          | 5         | Převodovka     | 9                |      |
| DNS    | 23  | Adrián Campos      | Minardi-Motori Moderni |           | Nestartoval    |                  |      |
| EX     | 10  | Christian Danner   | Zakspeed               |           | Vyřazen        |                  |      |
| Zdroj: |     |                    |                        |           |                |                  |      |

## Průběžné pořadí po závodě
Pohár jezdců
| Pořadí | Jezdec           | Body |
| ------ | ---------------- | ---- |
| 1      | Alain Prost      | 18   |
| 2      | Ayrton Senna     | 15   |
| 3      | Stefan Johansson | 13   |
| 4      | Nelson Piquet    | 12   |
| 5      | Nigel Mansell    | 10   |
| Zdroj: |                  |      |

Pohár konstruktérů
| Pořadí | Konstruktér    | Body |
| ------ | -------------- | ---- |
| 1      | McLaren-TAG    | 31   |
| 2      | Williams-Honda | 22   |
| 3      | Lotus-Honda    | 18   |
| 4      | Ferrari        | 14   |
| 5      | Brabham-BMW    | 4    |
| Zdroj: |                |      |

Pořadí Jim Clark Trophy
| Pořadí | Jezdec           | Body |
| ------ | ---------------- | ---- |
| 1      | Philippe Streiff | 21   |
| 2      | Jonathan Palmer  | 18   |
| 3      | Pascal Fabre     | 16   |
| 4      | Philippe Alliot  | 15   |
| 5      | Ivan Capelli     | 6    |

Pořadí Colin Chapman Trophy
| Pořadí | Konstruktér  | Body |
| ------ | ------------ | ---- |
| 1      | Tyrrell-Ford | 39   |
| 2      | AGS-Ford     | 16   |
| 3      | Lola-Ford    | 15   |
| 4      | March-Ford   | 6    |